# Alonso de Oliveros
Alonso de Oliveros (Corona de Castilla c. 1490s - San Salvador, Reino de Guatemala 1550s) fue un militar español que participó en la conquista de los actuales territorios de Guatemala y El Salvador, que fue poblador de las tres villas de San Salvador (la original de 1525, la segunda fundada en 1528, y la ubicada en su sitio actual) en donde desempeñó diversos cargos concejiles.

## Biografía
Alonso de Oliveros nacería en un lugar indeterminado de la Corona de Castilla de la Monarquía Hispánica por la década de 1490s. Varios años después se trasladaría a la gobernación de la Nueva España (lo que había sido el Imperio azteca) y sería uno de los 200 soldados rasos enviados por Hernán Cortés  a la gobernación de Guatemala (en los días después del 19 de febrero de 1525) para aumentar las fuerzas militares de Pedro de Alvarado.
En marzo de 1525 fue uno de los fundadores de la primera villa de San Salvador, que sería despoblada al siguiente año por una rebelión indígena, por lo que sus vecinos regresarían a Santiago de Guatemala.
En 1528 sería parte de la expedición, liderada por Diego de Alvarado, que concluiría la conquista del Señorío de Cuscatlán y que el 1 de abril de ese año restablecería la villa de San Salvador. En 1529 sería regidor en el cabildo de la Villa, en 1530 sería mayordomo, y participaría en la conquista de las poblaciones Chortis (ubicados al occidente del actual departamento de Chalatenango y suroccidente de Honduras)  lencas potones (ubicados al centro y oriente del departamento de Chalatenango, y toda la zona oriental salvadoreña).
Pará el año de 1532 tenía por encomienda la población de Olocuilta. En 1536 fue uno de los alcaldes ordinarios de la villa, y ante él realizó su probanza de méritos el también conquistador y refundador de la villa Bartolomé Bermúdez el 12 de agosto de ese año. En 1541 fue uno de los regidores de la villa, y fue uno de los suscriptores del memorial del 5 de noviembre de ese año en la que pedían al emperador Carlos V que nombrase a Francisco de la Cueva y al obispo Francisco Marroquin como gobernadores de Guatemala.
En 1545 fue nombrado procurador ante la corte real por parte de San Salvador; el viaje se retrasó por lo que fue testigo del traslado de la villa a su sitio actual. En 1546 se embarcó, junto al procurador por Guatemala Hernán Méndez de Sotomayor, hacia España en donde gracias a sus gestiones San Salvador recibió el título de Ciudad por real provisión del 27 de septiembre de 1546. Posteriormente gestionaría ante la real corona la creación del hospital para indígenas (que se denominó como Santa Bárbara).
En 1548 aparece como encomendero de la mitad de Perulapán (actualmente San Pedro Perulapán); retornaría a San Salvador por 1550 o 1551, siendo esto lo último que se sabe de él, por lo que probablemente fallecería en algún punto de esa década de 1550s.